# فرودگاه بین‌المللی کلارک
فرودگاه بین‌المللی کلارک (به انگلیسی: Clark International Airport) (به زبان بومی: Pandaigdigang Paliparan ng Clark) یک فرودگاه همگانی با کد یاتا CRK است که یک باند فرود بتن دارد و طول باند آن ۳۲۰۰ متر است. این فرودگاه در شهر مانیل کشور فیلیپین قرار دارد و در ارتفاع ۱۴۸ متری از سطح دریا واقع شده‌است.

## شرکت‌های هواپیمایی و مقصدهای پروازی

### مسافری
| شرکت‌های هواپیمایی                      | مقصدهای پروازی |
| -------------------------------------- | --- |
| AirSWIFT                               | ال نیدو |
| آسیانا ایرلاینز                        | اینچئون |
| دراگون‌ایر                              | هنگ کنگ |
| سبو پسیفیک                             | مکتان-کبو، هنگ کنگ، کالیبو (آغاز از ۳۰ اکتبر ۲۰۱۷), ماکائو، چانگی سنگاپور                                                                                    |
| سبو پسیفیک اجرا توسط Cebgo             | فرانسیسکو بی. ریز، گدفریدو پی راموس |
| هواپیمایی شرقی چین                     | شانگهای پودنگ (آغاز از ۱۸ اکتبر ۲۰۱۷) |
| هواپیمایی امارات                       | دوبی |
| Jetstar Asia Airways                   | چانگی سنگاپور (آغاز از ۲۸ نوامبر ۲۰۱۷) |
| Jin Air                                | گیمهی، اینچئون |
| فیلیپین ایرلاینز                       | باکولود-سیلای (آغاز از ۱۵ دسامبر ۲۰۱۷), لاگویندینگان (آغاز از ۱۶ دسامبر ۲۰۱۷), مکتان-کبو (پایان در ۱۴ دسامبر ۲۰۱۷), فرانسیسکو بنگویی، پورتو پرینسسا، اینچئون |
| فیلیپین ایرلاینز اجرا توسط PAL Express | باسکو (آغاز از ۱ اکتبر ۲۰۱۷), فرانسیسکو بی. ریز، گدفریدو پی راموس، مکتان-کبو (آغاز از ۱۵ دسامبر ۲۰۱۷), تاگبیلاران (آغاز از ۱۵ دسامبر ۲۰۱۷)                   |
| ایراژیا فیلیپینز                       | فرانسیسکو بنگویی، کالیبو |
| Platinum Skies Aviation                | چارتر: باگاباگ |
| هواپیمایی قطر                          | حمد |
| Scoot                                  | چانگی سنگاپور |

### باری
| شرکت‌های هواپیمایی | مقصدهای پروازی                 |
| ----------------- | ------------------------------ |
| فدکس اکسپرس       | بایون گوآنگجو، تائویوان تایوان |
| یوپی‌اس ایرلاینز   | تائویوان تایوان، شنژن بن       |